# Orrefors
Orrefors is een plaats in de gemeente Nybro in het landschap Småland en de provincie Kalmar län in Zweden. De plaats heeft 696 inwoners (2005) en een oppervlakte van 121 hectare.
Het is van oudsher een fabrieksdorp, opgebouwd rondom een ijzersmelterij. De grondstof werd lokaal gewonnen uit moerassen. Een aangelegd meer zorgde voor waterkracht en de omliggende bossen leverden bouwmateriaal en brandstof. In 1898 werd in hetzelfde fabriekscomplex een glasfabriek opgezet, nadat de lokale voorraad ijzererts uitgeput raakte.
Orrefors is nu vooral bekend vanwege deze glasblazerij en daarmee een belangrijke toeristische bestemming in de regio. Naast de glasfabriek zijn er ook een hotel, twee jeugdherbergen, een camping en diverse andere zaken te vinden die zich richten op toeristen, maar er is ook een speciale opleiding voor glasblazers (Riksglasskolan).
Tevens is er een houtzagerij en een basisschool in Orrefors.

## Verkeer en vervoer
Bij de plaats loopt de Riksväg 31.